# Hilaroleopsis pluricostata
Hilaroleopsis pluricostata är en skalbaggsart som först beskrevs av Bates 1881.  Hilaroleopsis pluricostata ingår i släktet Hilaroleopsis och familjen långhorningar.
Artens utbredningsområde är Guatemala. Inga underarter finns listade i Catalogue of Life.